# Башлачёв, Александр Николаевич
Алекса́ндр Никола́евич Башлачёв (27 мая 1960, Череповец, Вологодская область — 17 февраля 1988, Ленинград) — советский певец, поэт, бард, рок-музыкант, художник и журналист. Один из наиболее известных представителей советского андеграунда. Входил в Ленинградский рок-клуб.

## Биография
Незнакомый молодой поэт должен приходить в литературу не с гладким чемоданчиком аккуратно подогнанных стихов, а с мешком, набитым острыми гвоздями, которые выпирают в разные стороны и задевают меня и ранят, и его боль становится моей болью.
Он говорит об окружающем меня знакомом мире знакомыми словами, но расположенными в необычных сочетаниях, отчего конструкция этого мира предстаёт передо мной объёмной. Он открывает мне многослойный смысл явлений и такие глубины, под которыми не пустота, а новый смысл. Тогда, поражённый его зоркостью, я кричу, плачу вместе с ним и вместе с ним ликую, потому что его мир становится как бы моим.
Так я воспринял стихи А. Башлачёва, поэта незнакомого, но истинного, сказавшего своё слово с подлинным вдохновением и неугасающей болью.

### Детство и юность
Александр Башлачёв родился 27.05.1960 в Череповце в семье начальника участка паросилового цеха Николая Алексеевича Башлачёва и преподавателя химии Нелли Николаевны Башлачёвой.
По воспоминаниям матери, Нинель Николаевны, детский сад, который посещал Александр, находился по адресу: проспект Луначарского, 21. Саша рано научился читать, и воспитатели часто просили его почитать другим детям после еды, чтобы занять их. В детстве он был общительным, спокойным и послушным ребёнком, тяжело переживал разлуку с друзьями во время болезней. Родители много читали ему, и он знал наизусть произведения К. Чуковского и А. Барто.
В 1967 году пошёл в школу № 9 (восьмилетка). Его одноклассник Андрей Харин вспоминал, что они дружили, играли в хоккей на стадионе «Строитель». В 1970 году, будучи пионерами, стояли в почётном карауле у памятника Ленину в честь его столетия. Харин также рассказывал о детской затее «помочь пограничникам» во время событий на советско-китайской границе, когда они с друзьями, включая Сашу, составили маршрут на Дальний Восток и собрали провизию, но их «заговор» был быстро раскрыт.
После окончания школы в 1977 году Башлачёв пытался поступить на факультет журналистики Ленинградского государственного университета им. Жданова. Во время этой поездки он познакомился с будущим журналистом Леонидом Парфёновым. Поступить не удалось из-за отсутствия публикаций.
В 1977—1978 годах работал художником на Череповецком металлургическом комбинате.
В 1975 году перевёлся в школу № 20, где учился в параллельном классе «Б» с Дмитрием Ждановым. Жданов вспоминал, что Башлачёв не был хулиганом, но был озорным и «с выдумкой». Например, они вместе ходили к репетитору по физике, но Саша после третьего занятия бросил, решив, что физика ему не нужна. Также Жданов рассказал историю, как они с друзьями, включая Максима (фамилия не указана) и Сашу, забрались на крышу пятиэтажного дома на улице Верещагина, 40, и ходили по краю крыши «за бутылку лимонада».

### Университет и начало журналистской карьеры
В 1978 году Башлачёв поступил на факультет журналистики Уральского государственного университета в Свердловске, который окончил в 1983 году. По словам Леонида Парфёнова, Башлачёв также недолго учился на вечернем отделении журфака ЛГУ в 1977 году, но был отчислен после первой сессии.
После университета в 1983 году вернулся в Череповец, где год проработал в газете «Коммунист» (ныне «Речь»). По воспоминаниям Леонида Парфёнова, Башлачёв занимал должность корреспондента отдела партийной жизни и писал статьи на комсомольские темы, о стройках и ударниках, что не вызывало у него энтузиазма. Для официальных мероприятий у него был чёрный костюм-тройка в серую полоску, который он не любил. В газете он также вёл колонку «Семь нот в блокнот» о молодёжной музыке. По воспоминаниям матери, в этот период его любимыми авторами были Маяковский и Булгаков.

### Начало музыкальной карьеры и переезд в Ленинград
Ещё в 1977 году, по воспоминаниям Сергея Герасимова и Александра Пугачёва, Башлачёв познакомился с музыкантами череповецкой группы «Рок-Сентябрь» в молодёжном кафе «Фрегат» и начал писать для них тексты. Первые собственные стихи на музыку, по словам одноклассника Андрея Харина, Башлачёв начал писать ещё в школе, это были тексты на хоккейные темы, положенные на мелодию из фильма «Кавказская пленница, или Новые приключения Шурика».
Вернувшись из Свердловска в 1983 году, Башлачёв уже активно писал собственные песни. В сентябре 1984 года в Череповце познакомился с музыкальным критиком Артемием Троицким, который приехал по приглашению Леонида Парфёнова. Башлачёв сыграл для Троицкого около 20 своих песен в квартире Парфёновых. По приглашению Троицкого осенью 1984 года Башлачёв отыграл серию «квартирников» в Москве и Ленинграде. Первый концерт-квартирник в Москве состоялся в квартире художника Николы Овчинникова, второй — через несколько дней в квартире поэта Геннадия Кацова в Текстильщиках. После этого Башлачёв уехал из Череповца, сначала в Москву, затем в Ленинград, лишь ненадолго возвращаясь в родной город, в частности, чтобы уволиться из газеты «Коммунист».
В марте 1985 года состоялось его первое публичное выступление в Ленинграде вместе с Юрием Шевчуком в 6-й аудитории Ленинградского ветеринарного института (пр. Московский, 99). Этот концерт проходил сразу после III фестиваля Ленинградского рок-клуба, поэтому получил название «Четвёртый день фестиваля». Запись этого концерта была издана под названием «Кочегарка». В это же время он записал свой первый альбом, запись организовал Сергей Фирсов в домашней студии Алексея Вишни. Позже эта запись вышла под названием «Третья столица». С этого момента Фирсов считал себя директором Башлачёва.
На следующий год Башлачёв окончательно поселился в Ленинграде, там он вступил в Рок-клуб. С помощью того же Фирсова с марта 1986 года был официально трудоустроен в котельной «Камчатка».
Весной 1987 года был занят на съёмках в документальном фильме Алексея Учителя «Рок». В процессе съёмок от участия в них отказался. Позже, когда Башлачёв погиб, его похороны снимала группа Алексея Учителя и включила в одну из версий фильма кадры этого события.
В июне 1987 года выступил на Пятом Ленинградском рок-фестивале в ЛДМ, затем выступил на рок-фестивале «Подмосковные вечера» в Черноголовке. В августе 1987 года участвовал в съёмках фильма «Барды покидают дворы» (Киев), от участия в котором в процессе работы отказался. 29 января 1988 на квартире Марины Тимашевой состоялся последний, сохранившийся в записи, концерт Башлачёва.

### Смерть
Между 7 и 9 часами утра 17 февраля 1988 Александр Башлачёв выпал из окна кухни съёмной однокомнатной квартиры № 281, расположенной на 8 этаже дома № 23, корп. 1 по проспекту Кузнецова в Ленинграде. Погиб на месте. Истинные причины падения точно не установлены. По словам его фактической жены Анастасии Рахлиной, Башлачёв был очень одинок, так как его духовное видение было особенным, а взаимопонимание с людьми было возможно лишь до некоего барьера, который невозможно преодолеть, поскольку ты видишь то, что не видят другие. Невзирая на то, что люди были ему интересны (а он, в свою очередь, им) и были люди, которых Александр любил (равно как и были те, кто любил его), в общем и целом он был одинок, даже несмотря на свою общительность. Кроме того, по воспоминаниям людей, общавшихся с Башлачёвым, примерно с середины 1986 года он испытывал серьезный творческий кризис, который мог послужить причиной самоубийства (об этом подробно рассказывается, в частности, в книге Льва Наумова «Александр Башлачёв. Человек поющий»).
23.2.1988 был похоронен в Ленинграде на Ковалёвском кладбище. Покойного Башлачёва включают в т. н. клуб 27 наряду с другими известными музыкантами, погибшими в 27 лет.

## Личная жизнь
У Александра Башлачёва было двое детей:
- Сын Иван родился осенью 1985 года и умер в младенчестве[4].
- Сын Егор (3 августа 1988 — 19 июня 2021). Родился после смерти отца. 19 июня 2021 года Егор Башлачёв выпрыгнул из окна пятого этажа в Москве и погиб; предсмертной записки мужчина не оставил[17]. Имел вторую группу инвалидности и состоял на учёте в психоневрологическом диспансере[18].

Гражданской женой Башлачёва была Анастасия Рахлина (28 мая 1965 — 2 июня 2018), дочь режиссёра Рафаила Рахлина, теле- и радиоведущая (НТВ, SNC). За несколько лет до смерти по благословению архиепископа Феофилакта приняла монашеский постриг с именем Иулиания.
Любимыми группами у Александра были The Doors и «Аквариум».

## Дискография

Обложка диска «Время колокольчиков»

- 1989 — Время колокольчиков (LP) — запись сделана в январе 1986 во время однодневной сессии, состоявшейся на квартире администратора московской рок-лаборатории Александра Агеева, Башлачёв спел 24 песни. Фрагмент издан на виниле «Мелодией». Альбом содержит песню с одноимённым названием. Общий тираж — 173800 экз.[22]
- 1990 — Всё будет хорошо (LP) — запись сделана в январе 1986 во время однодневной сессии, состоявшейся на квартире администратора московской рок-лаборатории Александра Агеева, Башлачёв спел 24 песни. Фрагмент издан на виниле Московской Рок-Лабораторией и студией «Метадиджитал». Общий тираж — 50000 экз.[22]
- 1990 — Третья столица (LP), (2CD) — запись сделана 30 мая 1985 года в Ленинграде в домашней студии Алексея Вишни. Звукорежиссёры: Алексей Вишня, Сергей Фирсов. Общий тираж — 20000 экз.[22]
- 1992 — Таганский концерт (3LP), (2CD) — запись сделана Андреем Зачёсовым 22 января 1986 года в театре на Таганке.
- 1994 — Вечный пост — записано в мае 1986 года в студии группы «Звуки Му» на даче Александра Липницкого (Москва, Николина гора). Звукооператор — Вячеслав Егоров («Аквариум»).
- 1994 — Лихо (2CD) — записано 20 января 1986 года в домашней студии Александра Агеева (Москва).
- 1995 — Кочегарка (Четвёртый день Третьего фестиваля) — записано 18 марта 1985 года с Шевчуком. Расширенная часть концерта Александра Башлачёва выпущена в 1997 году под названием ...В городе Пушкина и рок-н-ролла...
- 1996 — В ремастированное издание альбома «Начальник Камчатки» группы «Кино» Moroz Records 1996 года включены 3 бонусных трека (14-16), исполненных Башлачевым вместе с Цоем. Треки записаны в котельной «Камчатка» в 1986 году.
- 1999 — Чернобыльские Бобыли на краю света — запись сделана Сергеем Фирсовым 15 августа 1986 года на бытовую аппаратуру. Гитара, вокал — Александр Башлачёв; гитара — Андрей Шаталин; клавиши — Павел Кондратенко; бас, перкуссия — Святослав Задерий
- 2006 — «Семь кругов беспокойного лада», первый трибьют Александру Башлачёву. Создан по инициативе Святослава Задерия (основатель группы Алиса), примечателен участием Константина Кинчева.[23]
- 2014 — «Серебро и слёзы», трибьют-альбом, посвященный памяти Александра Башлачёва, записанный в 2010 году и выпущенный в ноябре 2014 года. В проекте участвовали многие известные рок-музыканты России и постсоветского пространства, большинство из которых лично знали Александра. Автором идеи и почти всех аранжировок является Дмитрий Ревякин и его группа Калинов мост[4], они же записали большую часть аккомпанемента[2].

Дискография выпущенная Отделением «Выход»
- 1996—2002 Антология:
  - 1996 — II — записано Олегом Ковригой на домашнем концерте у Марины Тергановой и Александра Несмелова (Москва) в апреле 1985 года.
  - 1996 — IV — записано Олегом Замовским у себя дома во Владимире в июне 1986 года, Татьяной Ниловой и Юрием Морозовым в студии Дома Радио (Ленинград) для документального фильма Петра Солдатенкова «Барды покидают дворы или Игра с Неизвестным» (Киностудия им. Довженко, Киев) в июне 1987 года и Игорем Васильевым дома у Александра Агеева (Москва) 20 января 1986 года.
  - 1998 — I — записано Виктором Алисовым и Игорем Васильевым в домашней студии в Москве 17-19 сентября 1984 года, на домашнем концерте в Череповце летом 1984 года и Сергеем Фирсовым у себя дома в Ленинграде в сентябре 1985 года.
  - 1998 — III — записано Олегом Ковригой на домашнем концерте у Егора Егорова (Москва) 4 октября 1985 года.
  - 1998 — V — записано Игорем Васильевым дома у Александра Агеева (Москва) 20 января 1986 года, Марком Копелёвым на концерте в Новосибирске 21 декабря 1985 года и летом 1986 года, предположительно в Ленинграде.
  - 1998 — VII — записано Олегом Ковригой на домашнем концерте у Егора Егорова (Москва) 14 января 1988 года и на домашнем концерте у Марины Тимашевой (Москва) 29 января 1988 года. Запись известна также под названием «Последний концерт».
  - 2002 — VI — 1, 2, 7 — записано Олегом Ковригой на домашнем концерте в Москве в октябре 1986 года. 3—6 — записано Борисом Переверзевым на домашнем концерте у Артемия Троицкого в Москве 15 января 1986 года. 8—11 — записано Олегом Ковригой на домашнем концерте у Егора Егорова в Москве 14 января 1988 года. 12, 13 — записано Кириллом Кувырдиным у себя дома в Москве 5 июля 1987 года. 14 — записано на выставке Митьков в Ленинграде в июле 1987 года; губная гармошка — Борис Гребенщиков. 15—20 — записано Сергеем Фирсовым у себя дома в Ленинграде 22 августа 1986 года.
- 1998 — Первый концерт в Москве — записано Артемием Троицким в Москве 20 октября 1984 года на квартире у Сергея Рыженко.
- 2010 — Вечный Пост — сборник: переиздание записи 1986 года в студии группы «Звуки Му», плюс ранее не публиковавшаяся запись в Студии Клуба любителей звукозаписи Пущинского Дома Ученых (Московская Область) 12-13 апреля 1986 года, а также 2 бонусных трека записанных в Алма-Ате в июле 1986 года.
- 2012 — Третья Столица — сборник: более полное переиздание записи 1985 года в Ленинграде в домашней студии Алексея Вишни, а также первое издание записи концерта дома у Владимира Кузнецова (Москва, Ясенево) 19-го мая 1985 года.
- 2019 — Время Колокольчиков — переиздание записи 1986 года в домашней студии Александра Агеева (Альбом "Лихо") с включением всех дублей.
- 2022 — Последний Концерт — запись 29 января 1988 года, Москва, Беляево, квартира Марины Тимашевой.
- 2023 — Игра С Неизвестным — запись к фильму "Барды покидают дворцы", Ленинградская студия документальных фильмов, июнь 1987, а также запись V фестиваля рок-клуба (Большой зал Ленинградского Дворца Молодежи, 7 июня 1987)

### Краткая хронология записей
Названия «официальных» альбомов даны жирным шрифтом.
В скобках римская цифра (I—VII) указывает, в какой сборник антологии вошли песни из данного альбома.
- 1984, сентябрь (или летом) — «Ещё в Череповце» (I)
- 1984, 17 октября — первая «студийная» (запись В. Алисова и И. Васильева; Москва, Кленовый бульвар; I)
- 1984, 20 октября — Первый концерт в Москве (у Сергея Рыженко)
- 1984, ноябрь — «Песни шёпотом» (I)
- 1984, ноябрь — «Толоконные лбы» (запись В. Алисова и И. Васильева, Москва, Кленовый бульвар)
- 1985, январь — первый концерт в Ленинграде (у Павла Краева)
- 1985, 18 марта — СашБаш & Шевчук «Кочегарка I» (Ленинград)
- 1985, 18 марта — СашБаш & Шевчук «Кочегарка II» / «В городе Пушкина и RnR»
- 1985, апрель — у Александра Липницкого (Москва, Каретный ряд)
- 1985, 19 мая — у Владимира Кузнецова (Москва, Ясенево)
- 1985, 30 мая — «Третья столица» (Ленинград, студия Алексея Вишни)
- 1985, 21 декабря — концерт для Новосибирской Ассоциации Рокеров (V)
- 1986 — концерт у Кати (Башлачёв и Олеся Троянская)
- 1986, 20 января — «Лихо» 2CD (Москва, студия Александра Агеева)
- 1986, 20 января — «Время колокольчиков»/«Складень»/«Посошок» (запись Агеева, по альбомам; IV, V)
- 1986, январь — «Таганский концерт» 3LP, впоследствии переиздан как 2CD
- 1986, май — «Вечный пост» (Николина Гора, на даче у Липницкого).
- 1986, 15 августа — «СашБаш & Алиса. Чернобыльские бобыли на краю света»
- 1986, 22 августа — квартирник у Фирсова (Задерий и Башлачёв; VI)
- 1986, 5 декабря — квартирник на Кантемировской (Москва)
- 1987, 24 мая — концерт в ДК Ильича
- 1987, 7 июня — V фестиваль рок-клуба (Ленинград)
- 1987, июнь — Игра с неизвестным, или Барды покидают дворы (для фильма; Киев; IV)
- 1987, 5 июля — У «Киры» — Кирилла Кувырдина (Москва; VI)
- 1987, 8 июля — на открытии выставки Митьков (Ленинград; VI)
- 1988, 14 января — концерт на «Речном вокзале» (Москва)
- 1988, 29 января — последний концерт у Марины Тимашевой (Москва; VII)

## Видеография
- 2007 — Рокси’87 — DVD. Неполная запись существует также на VHS-кассете (1997) и DVD (2007) под названием «Концерт в ДК Ильича» — 24 мая 1987 года на устном выпуске журнала «Рокси». Запись Игоря Леонова и Александра Старцева. Продолжительность записи 1 ч. 23 мин. 03 сек.
- 2009 — В коммуналке у БГ — DVD. Видеосъёмка — Джоанна Стингрей и Джуди Филдс, коммуналка Бориса Гребенщикова, Ленинград, май 1986 г. Продолжительность записи 55 мин.
- 26 мая 2015 года, к 55-летию Башлачёва, лейбл Отделение Выход выпустил DVD «ЛДМ-87 / ДК МЭИ-88»[25]. На диске представлены:
  - Запись выступления на пятом фестивале Ленинградского рок клуба, 7 июня 1987 г. Цветная.
  - Запись концерта в ДК МЭИ, 9 января 1988 г.
- Существует бонус-трек на DVD-релизе фильма «Рок», длина записи примерно 10 минут, из них 6 минут — сцена похорон[13]. В запись входит фрагмент без звука выступления Башлачёва в кочегарке в кругу друзей.
- Любительские кадры с фестиваля Московской рок-лаборатории «Движение в сторону весны» 1986 года. Фестиваль проходил в ДК МИИТ. Башлачёв проскакивает на нескольких кадрах, снятых около самого ДК. Звука нет, запись черно-белая, качество очень плохое.

## Память

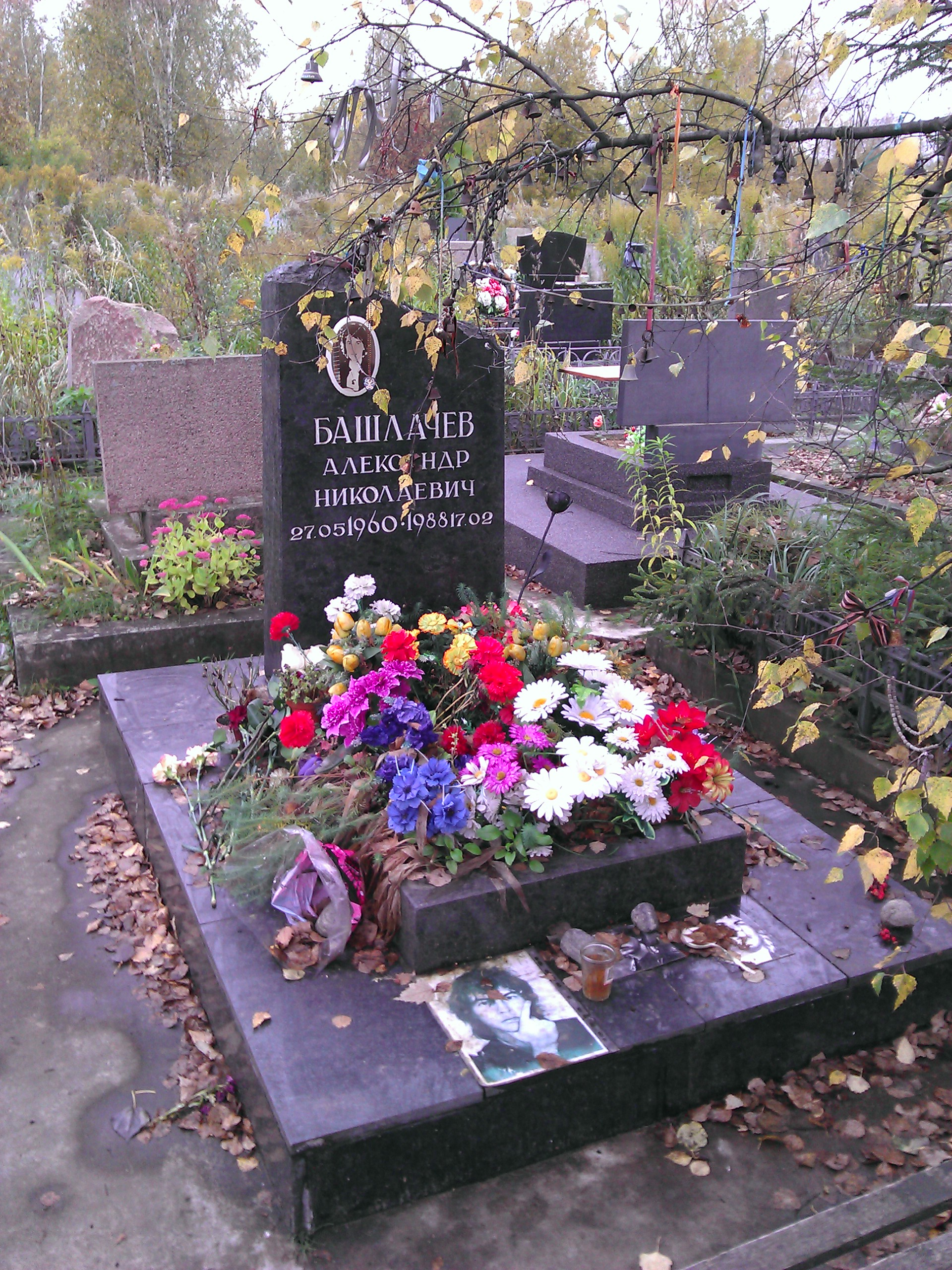
Могила Александра Башлачёва на Ковалёвском кладбище

### Музеи
1.11.2009 в Череповце открылся музей Александра Башлачёва. Он был расположен в здании Нотно-музыкальной библиотеки (улица Юбилейная, 36). Музей был создан на основе постоянной экспозиции в библиотеке-филиале № 5 города Череповца, созданной к 40-летию поэта в 2000 году. Первая экспозиция 2000 года в Выставочном зале была интерактивной: был снят верхний технический этаж, оголены трубы, что создавало атмосферу котельной («камчатки»). Позже, после потопа в помещении библиотеки № 5, экспонаты были перевезены в Нотно-музыкальную библиотеку, где музей был восстановлен силами энтузиастов. В музее проходили музыкальные вечера в день рождения и в день смерти Александра Башлачёва. Хранителем музея с 2009 по 2014 год была Татьяна Мельникова, с 2015 по 2017 год — Карина Миасарян, с 2015 по 2019 год — Павел Широглазов.
В год 60-летия Александра Башлачёва, в 2020, в знаковом месте Череповца (Советский проспект, 35А — здание Филармонического собрания, где когда-то проходили репетиции группы «Рок-сентябрь»), открылся новый официальный музей, посвящённый памяти поэта. Поддержку музею оказала семья Александра — родители Николай Алексеевич и Нелли Николаевна и сестра Елена Николаевна. Откликнулись и друзья Башлачёва — поделились уникальными материалами, записями, предметами. Финансировали проект местные власти и компания «Северсталь». Авторы проекта создали аудиовизуальный спектакль, в котором хроника жизни и творческого пути поэта звучит голосами родных, друзей, его песнями и мыслями из интервью. Мемориальные предметы, сохранённые семьёй, экспонируются в витринах с изменяемой прозрачностью. Музей входит в состав Череповецкого музейного объединения.
В январе 2021 был презентован виртуальный музей александрбашлачев.рф, где собраны фото мемориальных предметов, видео- и аудиоматериалы, архивные документы.

### Памятники и мемориальные доски

Бюст Александра Башлачёва на стене здания череповецкой филармонии

- Первая мемориальная доска установлена в Череповце в 2002 году на ул. Милютина, 13. Идея, финансирование и монтаж принадлежат другу Александра Башлачёва Сергею Мухину (г. Тверь)[33].
- Бюст Александра Башлачёва установлен в 2015 году на здании Череповецкого Филармонического собрания (Советский проспект, 35А). Создан на народные средства, собранные в том числе через платформу Planeta.ru. Автор — скульптор из Санкт-Петербурга Илья Литвинов[4][34].
- Мемориальная доска на школе № 20 установлена в 2017 году. Создана по инициативе и на средства творческого объединения «ЛАДы» при поддержке мэрии г. Череповца и администрации школы № 20. Эскиз и изготовление — мастерская по камню «МиГ», мастер Михаил Агафонов[4].
- Памятник Башлачёву (в полный рост, с гитарой в руке поднимающимся по лестнице) планировалось установить в Череповце на берегу Ягорбы. Проект памятника был подготовлен Марией Ивановой-Очерет и поддержан родственниками Башлачёва и известными музыкантами, сбор средств начат в 2014 году на платформе Planeta.ru[35]. Над проектом ведётся работа[36].
- Осенью 2016 года было объявлено о планах установить памятник в Санкт-Петербурге (автор скульптуры Мария Иванова-Очерет)[36][37][38].

### Фестивали и концерты
- 20 ноября 1988 года во Дворце спорта «Лужники» состоялся концерт памяти Башлачёва, на котором выступили специально приехавшая из США на этот концерт Джоанна Стингрей и группа «Кино». На этом концерте впервые в СССР из партера были убраны стулья и поднята сцена, как это принято на концертах рок-музыки. Однако выступление Виктора Цоя было прервано, когда его оборвали, пустив фонограмму песни Башлачёва «Время Колокольчиков», которой должен был завершиться концерт, после чего зрителям было велено покинуть зал. Зрители стали бурно выражать свое недовольство, но лидер группы «Кино» вновь появился на сцене и успокоил толпу[39].
- 27 мая 2010 во Дворце культуры металлургов Череповца прошёл первый фестиваль «Сашин День», посвящённый 50-летнему юбилею Александра Башлачёва. Организатор — общественный деятель Светлана Кунина[40].
- В феврале 2011 года страница музея[41] появилась на сайте Творческого движения «Палитра N»[42].
- 27 мая 2011 во Дворце культуры строителей Череповца состоялся второй фестиваль «Сашин День». Глава города Олег Кувшинников объявил, что в дальнейшем фестиваль «Сашин День» будет проходить ежегодно при поддержке администрации города[40].
- 27 мая 2012 состоялся концерт «Рок-Череповец», организатор и спонсор — мэрия Череповца[40].
- 26 мая 2013 состоялся «Рок-Череповец»-2 в Ледовом дворце Череповца. Учредитель и спонсор — череповецкая мэрия[40].
- 25 мая 2014 состоялся «Рок-Череповец-2014» с участием земляка Башлачёва — Николая Носкова, финской группы Face of God, Full pockets, Мармеладъ и другие. Ведущим был Александр Липницкий[40].
- 24 мая 2015 состоялся рок-фестиваль «Время Колокольчиков» в Ледовом дворце Череповца, посвящённый юбилею Александра Башлачёва. В нём приняли участие солист череповецкой группы «Рок-Сентябрь» Олег Хакман, группы «Ключевая», «Пилот», «Сурганова и оркестр», «Крематорий», «Калинов мост» и её лидер Дмитрий Ревякин, «Чайф». Исполнители представили трибьют песен Александра Башлачёва[40].
- 27 мая 2015 фестиваль «Сашин день» был проведен в Москве. Организатор — общественный деятель Светлана Кунина. Фестиваль был проведен на частные пожертвования, собранные через площадку Planeta.ru. Главному спонсору фестиваля была подарена акустическая гитара с автографами мэтров, поддержавших фестиваль: Бориса Гребенщикова, Вячеслава Бутусова, Юрия Шевчука, Константина Кинчева, Олега Сакмарова, Федора Чистякова, Севы Новгородцева[43].

### Музыкальные посвящения
И он снова будет петь о любви,

И каждый дом ему будет рад,

И он возьмёт зубную щётку,

Откроет дверь и закроет окно,

Ведь: «любовь — это поезд Свердловск-Ленинград — и назад!»
Смерть Александра Башлачёва нашла отражение в творчестве многих музыкантов и групп. Ему посвящены следующие композиции:
- «Вершки и корешки» и «Свобода» Егора Летова (1989):
  - «Поэт Башлачёв упал-убился из окна»[44];
  - «Как и что обрёл, обнял летящий Башлачёв»[45].
- «В среду днём» Александра Градского (1988).
- «До посинения» группы «Флирт» (1988).
- «Сорвало башню» Фёдора Чистякова из альбома «Сто лет одиночества» (1989).
- «Бардам России» группы «Водопад им. В. Кикабидзе» (1989):
  - «Для Саши Башлачёва полна дарами чаша — все двери на засовах, все окна нараспашку. Надежная гарантия — управа на прыжок в булыжные объятия обрубленных дорог».
- «Про дома» группы «Адаптация»[46].
- «Предпоследняя политика» Сергея Чигракова:
  - «На моей стене два фото: Башлачёва и Битлов».
- «Контрабандист» группы «Зимовье Зверей»:
  - «И вижу тени — Башлачёв и Пушкин ждут третьего на меченом снегу».
- «Пусть сегодня никто не умрёт» группы «Разные люди» (1992):
  - Целый куплет посвящён памяти Башлачёва (см. врезку).
- «Последняя буква» и «Эра Ягуара» группы «Полтора Землекопа»:
  - «Хочу как GG Allin или как Саша Башлачёв нырнуть в окно, три раза плюнув через левое плечо».
- «Слёзы осени» группы «Реквием» (совместно с группами «Братья Карамазовы» и «ПаникА-Киев»):
  - «В воздухе летает Шура Башлачёв, Цой застрял в дороге, потерял седло Крупнов, То ли ещё будет, и мы встретимся все, На круги своя, в вертикальной полосе».
- «Рок-н-Ролл — это МЫ» группы «Алиса» из альбома «Дурень» (1989):
  - «Огнём СашБаша не насытилась жизнь».
- «Чёрный поезд» группы 25/17 (2000):
  - «Кореец и Хрипатый пьют в тамбуре „Три топора"» — отсылка к Виктору Цою и Башлачёву.
- «Мемориал» группы «Министерство Любви»:
  - «Прошлогодний снежок заметает ещё одного не нашедшего истину. Наконец-то сдох очередной Башлачёв! Эй, за дело, рок-журналистики!».
- «Нерпы Охотского моря» группы «Соломенные Еноты»:
  - «И поступать как Д'ркин, Башлачёв и Виктор Цой, но смерти нет и жизни нет, всё замкнуто в кольцо».

### Памяти Александра Башлачёва посвящены песни
- «Солнце за нас» (при жизни) из альбома «Шестой лесничий» и «Шабаш» (как песня, так и весь альбом) из одноимённого альбома группы «Алиса».

лидер группы Константин Кинчев:

Что касается Башлачёва, мы с ним приятельствовали. Его смерть оставила незаживающую рану. Это, пожалуй, одна из первых потерь в моей жизни, то есть я терял друзей, а близкого по оружию человека я потерял впервые. Поэтому в «Шестом лесничем» есть песня, которую я посвятил ему, чтобы хоть как-то попытаться вытащить его из той депрессии, в которую он попал. Песня называется «Солнце за нас». Не удалось. Он решил, как решил, поэтому уже больше двадцати лет его нет с нами.
— Интервью интернет-изданию Лента.ру 16 октября 2009 года
---

### Другие посвящения
Шаг из окна...

Жажда весны больше сна;

и я взлетел над ледовым безумьем,

над нервным сплетением

каменных тел.
Помимо музыкальных произведений, память о Башлачёве увековечена в других формах творчества и культурных проявлениях:
- «5500» Славы КПСС (2018):
  - «Мой товарищ Башлачёв молча выпал из окна».
- «Бди, брат» Александра Логунова:
  - Содержит строки, посвящённые памяти Башлачёва[48].
- «Ты и твои женщины» группы «Немного нервно»:
  - «Нет у меня ни Башлачёва, ни Летова, Ни змеиного яда, ни дверей восприятия».
- «Жизнь красивая» из альбома «Прозрачный» группы ДДТ (1998):
  - «Я узнал тебя в час рождения яблок, листьев, гуманных замыслов, и в башлачёвское наводнение я найду ещё пару главных слов».
- «Мужество заваривать чай» из альбома «Галя Ходи» группы ДДТ (2002):
  - «Твой чай пили СашБаш, Майк Науменко, Цой, теперь пришло наше время гасить отстой».
- «Дым» группы «Ундервуд» (2022): 
  - «Помнит лишь воздух о тех, кто летали...».
- «Ночной Полёт» Юрия Наумова (1988):
  - Песня целиком посвящена памяти Башлачёва (см. врезку).

### Памяти Александра Башлачёва также посвящены песни
- «Некому берёзу заломати» — Дмитрий «GARM» Левин[49].
- «Русское поле» — Максим Касьянов.
- «Башлаблюз» — Илья Кузнецов и группа «Нравы Времен».
- «Поплачь о нём» из альбома «Не беда» группы «Чайф»[50].
- «Прощание» — Сергей Калугин (группа «Оргия Праведников»).
- «Памяти Александра Башлачёва» — Александр Щербина.
- «Зимняя баллада» — группа «Гудвин и Банда-на».
- «Дороги» и «Просвистела» — Юрий Шевчук (группа «ДДТ») (упоминается в фильме «Время ДДТ»).
- «Парашют Александра Башлачёва» — Ермен Анти (группа «Адаптация»).
- «Летела жизнь» — Александр Васильев (группа «Сплин»).
- «Крик» — Константин Кинчев (группа «Алиса»).
- «Вороны» — Эдуард Старков (группа «Химера»).
- «Памяти А. Башлачёва» — группа «Записки Неизвестного».
- «Памяти Александра Башлачёва» — исполнитель Decorator.
- «В тесте» — группа «Серебро».
- «СашБаш» — Алексей Витаков.
- «Разведчик» — группа «НАТЕ!».
- «Памяти Александра Башлачёва» — Максим Цепелев (группа «Дети одной реки»).
- «Ложь» — Ольга Ступина.
- «Штурмуя небеса» — группа «Lounа».
- «Связной» — Максим Ляшко.
- «Выпадая из окна» — группа «Зимовье Зверей».
- «Петербургская свадьба» — группа «Он Юн».
- «Сон» (Земной закон) — группа «Новый день».
- «Памяти Башлачёва» — Сергей «Абрей» Абрамов, альбом «Оттенки белого шума».

### Поэтические посвящения
- Стихотворение Янки Дягилевой «А. Б.»
- Стихотворение Александра (Шамана) Красовского «Памяти Башлачёва»
- Стихотворение Николая Стародубцева (Звездодуба) «Манифест удивлённых»
- Стихотворение (Иероглифа) «Памяти Александра Башлачёва»

### Документальные фильмы
- «Смертельный полёт» (студия «Вертов и Ко») (2005)
- «Вечный пост» (режиссёр Александр Липницкий) (2006)
- «Фильм к 60-летию Александра Башлачёва» (ИМА «Череповец») (2020)
- Авторская программа «Те, с которыми я… Сергей Шнуров и Александр Башлачёв» (режиссёр Сергей Соловьёв) (2021)

### Художественные фильмы
- «Город» (режиссёр Александр Бурцев) (1990)

Первоначально в фильме должен был сниматься сам Башлачёв, но день его гибели выпал на тот день, когда были назначены съёмки. В конечном итоге фильм был посвящён его памяти.

### Театр
В ноябре 1988 года в Читинском театре-студии «Под старой люстрой» поставлен музыкальный спектакль «Прими свою вину» по песням Башлачёва.
17 февраля 2011 в санкт-петербургском Большом театре кукол состоялась премьера спектакля «Башлачёв. Человек поющий».
В 2013 году московским театром МастерскаЯЮ поставлен спектакль «Все от винта!» по творчеству и биографии Александра Башлачева. Режиссёр — ЯЮ.
14 июня 2014 в Центре современной драматургии в Екатеринбурге состоялась премьера спектакля «СашБаш. Свердловск-Ленинград и назад».

### Другое
После смерти Башлачёва в журнале «Юность» (по инициативе (А. Градского и Ю. Зерчанинова) были опубликованы несколько его стихотворений.
C 2007 года в Саратовской области проводится фестиваль авторской песни «Время колокольчиков». Имя ему дала песня Александра Башлачёва. В 2008 году сцена «Время колокольчиков» появилась на Фестивале имени В. Грушина.
В 2020 году Александр Башлачёв посмертно получил премию Нашего радио «Чартова дюжина» в номинации «Легенда».